# Sukie Smith
Sukie Smith (* 23. September 1964 in Rochford, England) ist eine britische Schauspielerin und Musikerin. Ihre Rolle als Rachel Branning in der TV-Serie EastEnders 2006 trug ihr Anerkennung ein.
Sukie Smith wurde in Rochford in der Grafschaft Essex als Tochter des Bankiersehepaares David und Paddy Smith geboren. Sie ist eine talentierte Komponistin und schrieb den Soundtrack für „Hush Your Mouth“, einen von Regisseur Tom Tyrwhitt für Neophyte Films gedrehten Film. Smith schreibt Songs und Gedichte, die sie aufnimmt und unter dem Künstlernamen „Madam“ herausbringt. Sie arbeitet mit Künstlern wie Saskia Volde, mit der sie in der Tate Gallery die Ausstellung „Placebo“ arrangierte, zusammen. Ihre Shows werden regelmäßig von englischen Künstlern wie Georgina Star, Paul Noble, Tim Noble und Sue Webster besucht.

## Filmografie (Auswahl)
Kino
- 1988: Ein schicksalhafter Sommer (A Summer Story)
- 1990: Hexen hexen (The Witches)
- 1997: Peggy Su!
- 1999: Topsy-Turvy – Auf den Kopf gestellt (Topsy-Turvy)
- 2001: Das Herz kennt kein Gesetz (Lawless Heart)
- 2001: 875 Kurzfilm
- 2003: The Early Days Kurzfilm
- 2004: Gyppo Kurzfilm

Fernsehen
- 1989: Saracen
- 1989: Casualty
- 1990: Jim Bergerac ermittelt (Bergerac)
- 1992: Inspektor Morse, Mordkommission Oxford (Inspector Morse)
- 1993: Der Aufpasser (Minder)
- 1994: Wake Up with Libby and Jonathan
- 1996: The Bill
- 1996–97: Peak Practice
- 1997: Paul Marton in Galton and Simpson’s
- 2005: My Hero
- 2006: EastEnders
- 2012: Doctors